# Gerson Rodas
Gerson Daniel Rodas Leiva (sinh ngày 6 tháng 7 năm 1990) là một tiền vệ bóng đá người Honduras, hiện tại thi đấu cho Real España ở Liga Nacional de Fútbol de Honduras.

## Sự nghiệp quốc tế
Rodas ghi 2 bàn cho U-23 Honduras ở bán kết CONCACAF Men's Olympic Qualifying Tournament 2012 trước El Salvador giúp đội bóng tham dự Thế vận hội Mùa hè 2012.

## Thống kê

### Bàn thắng quốc tế
| No. | Date                | Venue       | Playing for | Playing against | Scored | Kết quả | Competition        |
| --- | ------------------- | ----------- | ----------- | --------------- | ------ | ------- | ------------------ |
| 1   | 31 tháng 3 năm 2012 | Kansas City | Honduras    | El Salvador     | 2–1    | 3–2     | 2012 CONCACAF U-23 |
| 2   | 31 tháng 3 năm 2012 | Kansas City | Honduras    | El Salvador     | 3–2    | 3–2     | 2012 CONCACAF U-23 |